# Bahía de Las Calderas
La Bahía de las Calderas es una bahía del mar Caribe, localizada en la parte sur central de la República Dominicana. Administrativamente, es parte de la provincia Peravia en la Región de Valdesia de la República Dominicana.

## Historia
La Bahía de Las Calderas fue descubierta en 1502. Cristóbal Colón se refugió para protegerse del paso de un huracán tropical en 1502 dónde la llamó Puerto Hermoso de los Españoles. En 1505 el gobernador Nicolás de Ovando ordenó la explotación de las minas de sal, convirtiéndose la bahía en un puerto de protección contra huracanes.
Durante la ocupación haitiana la bahía y las minas de sal pasaron a control del gobierno haitiano, donde la sal era usada para pagar la deuda con Francia. Con la independencia en 1844, Por su posición geográfica fue un punto estratégico para reparar o abastecer los escasos buques que transportaban tropas y avituallamiento durante las batallas navales contra Haití después de la Batalla de Tortuguero.
En 1938 el presidente Rafael Leónidas Trujillo ordenó la instalación para su flota mercantil y su nave Presidente Trujillo. Durante la Segunda Guerra Mundial Trujillo firmó un acuerdo el 25 de enero de 1943 con los Estados Unidos para el establecimiento de una misión naval, donde la bahía fue convertida en un área de aterrizaje para hidroaviones, en la protección de sus intereses en Cuba, Puerto Rico y el Canal de Panamá. Debido a la poca profundidad de la bahía, fue un punto de protección contra submarinos alemanes.
Después de la Segunda Guerra Mundial, Trujillo estableció la Base Naval de Las Calderas para la entonces Naval Dominicana, restringiendo el área y toda la bahía al público, convirtiendo las Dunas de Baní en un área de entrenamiento militar. Después de 1961la bahía fue abierta al público y las minas de sal pasaron al control del ayuntamiento de Baní.

## Características
Es una Bahía interior formada por una península de unos 800 m, siendo parte del área protegida de las Dunas de Baní y tiene una extensión de unos 41.7 kilómetros. En esta Bahía se encuentran la Playa Salinas (donde se encuentran las minas de sal), Los Corbanitos y la Base Naval de Las Calderas de la Armada Dominicana en las coordenadas 18°12′N 70°30′O.
Es una bahía de gran interés científico debido a la observación de aves y la variada biodiversidad del lugar, donde residen más de 124 especies de aves y sirve de refugio para especies marino costeras. Ha figurado también un reporte de más de cinco especies raras en esta área.
Según el Centro de Investigaciones de Biología Marina (CIBIMA) de la Universidad Autónoma de Santo Domingo, la profundidad inmediata a la costa es abrupta, lo que permite la disposición de cargas de sedimentos a las orillas.
La península está cubierta en su mayoría por una laguna salina llamada el Salado del Muerto, usado para la producción de sal.

## Especies y Vegetación
Entre las especies reportadas se encuentran las tortugas marinas (50 %), los moluscos bivalvos (63,8 %) las algas (17.7 %), las esponjas (26.1 %) los peces (27.39 %) los flamencos y la Iguana.
Entre la Vegetación se encuentra el Manglar, el matorral seco, sabana de pajón y matorrales.
Entre las aves se encuentran los playeritos (Charadrius alexandrinus y Charadrius wilsonia y Tringa semipalmata), la Gaviota (Sternula antillarum). Entre las aves marinas se encuentra el Buzo (Sula leucogaster).

## Actividad Económica
En la Bahía de Las Calderas se encuentra las minas de sal propiedad del Ayuntamiento Municipal de Baní y la Base Naval de las Calderas, el Astillero Naval, el Club Náutica y el Observatorio Astronómico de la Armada Dominicana. En la Bahía se practica la pesca artesanal, actividad principal de los habitantes de la comunidad de Salinas.

## Actividad Turística
En la Bahía de Las Calderas se encuentran las playas de Salinas de Puerto Hermoso y su parador ecoturístico, la punta caballera, playa Los Corbanitos, playa la ensenada, playa El Derrumbao, playa Punta Blanca, el Sendero de Santanilla, la laguna el Salado del Muerto y la Reserva Científica Monumento Natural Félix Servio Ducoudray, mejor conocidas como Las Dunas de Baní.
Se destaca el Hotel Salinas el cual posee un muelle para yates, el Hotel Ibiza y el Proyecto de Puntarena. La Playa Salinas es ideal para la práctica del surf, el buceo en las zonas de corales, el santuario de los manglares y las zonas de los humedales.

## Curiosidades
Algunas escenas de la película xXx: Return of Xander Cage del actor norteamericano Vin Diesel fueron firmadas en la Playa Salinas.

## Galería

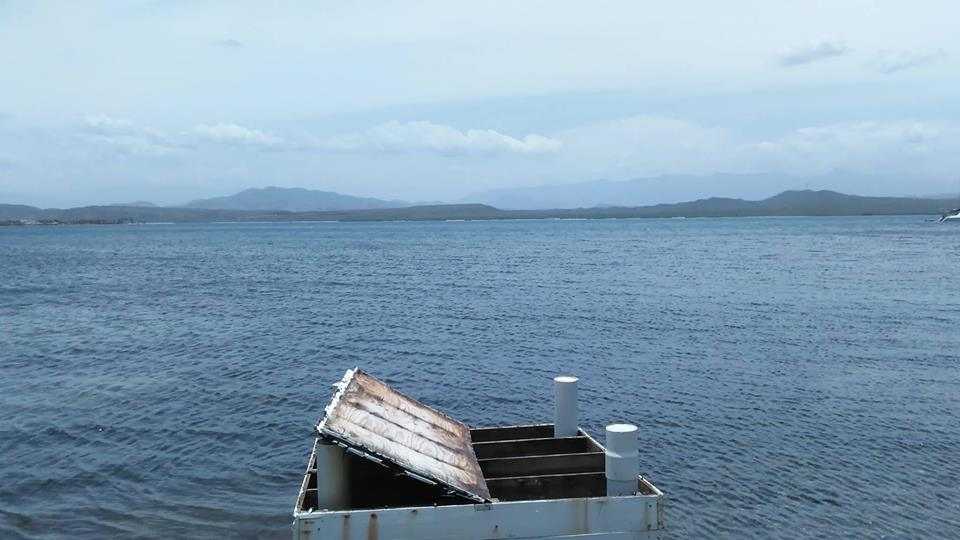
Bahía de Las Calderas
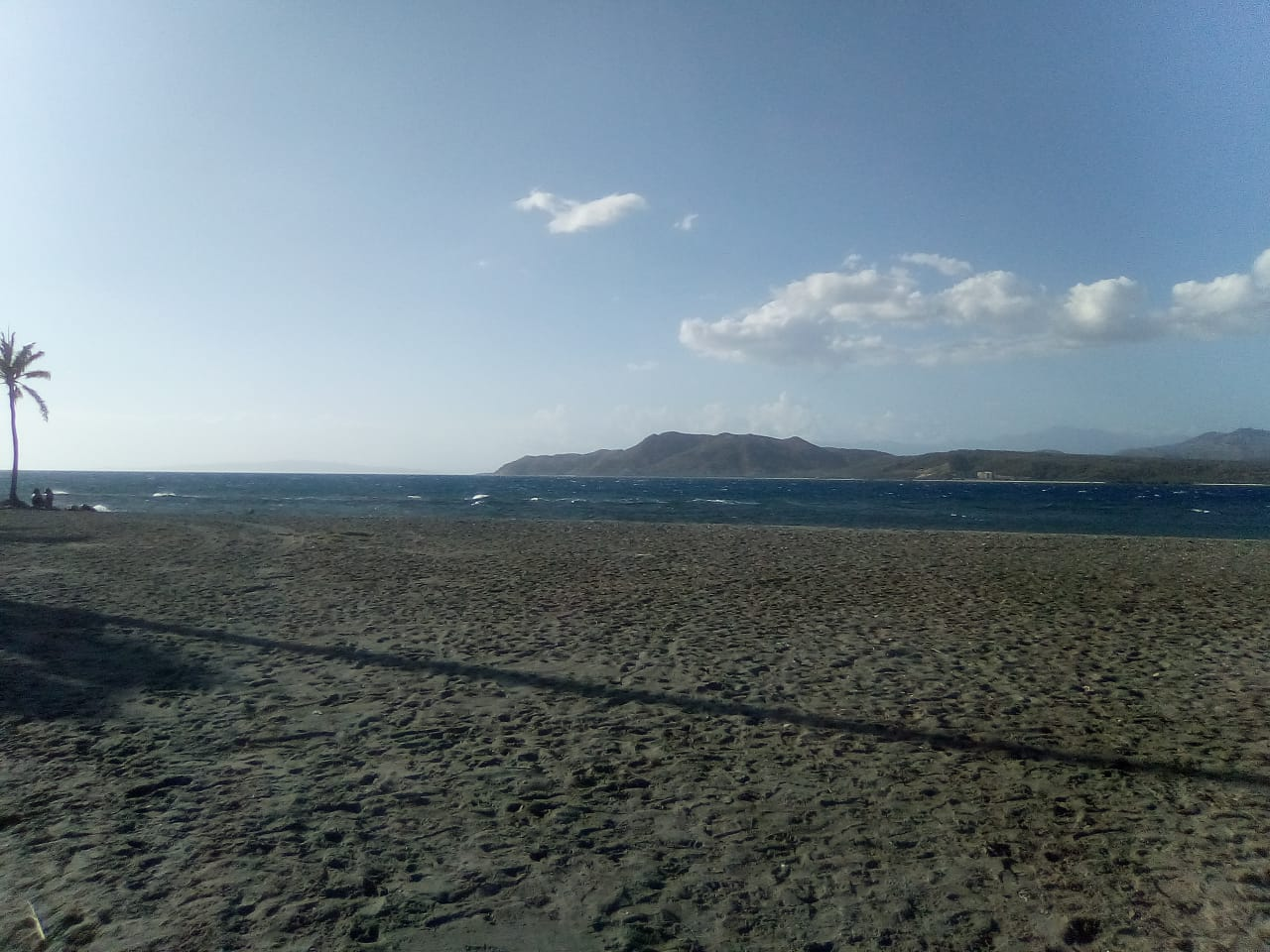
La Punta Caballera
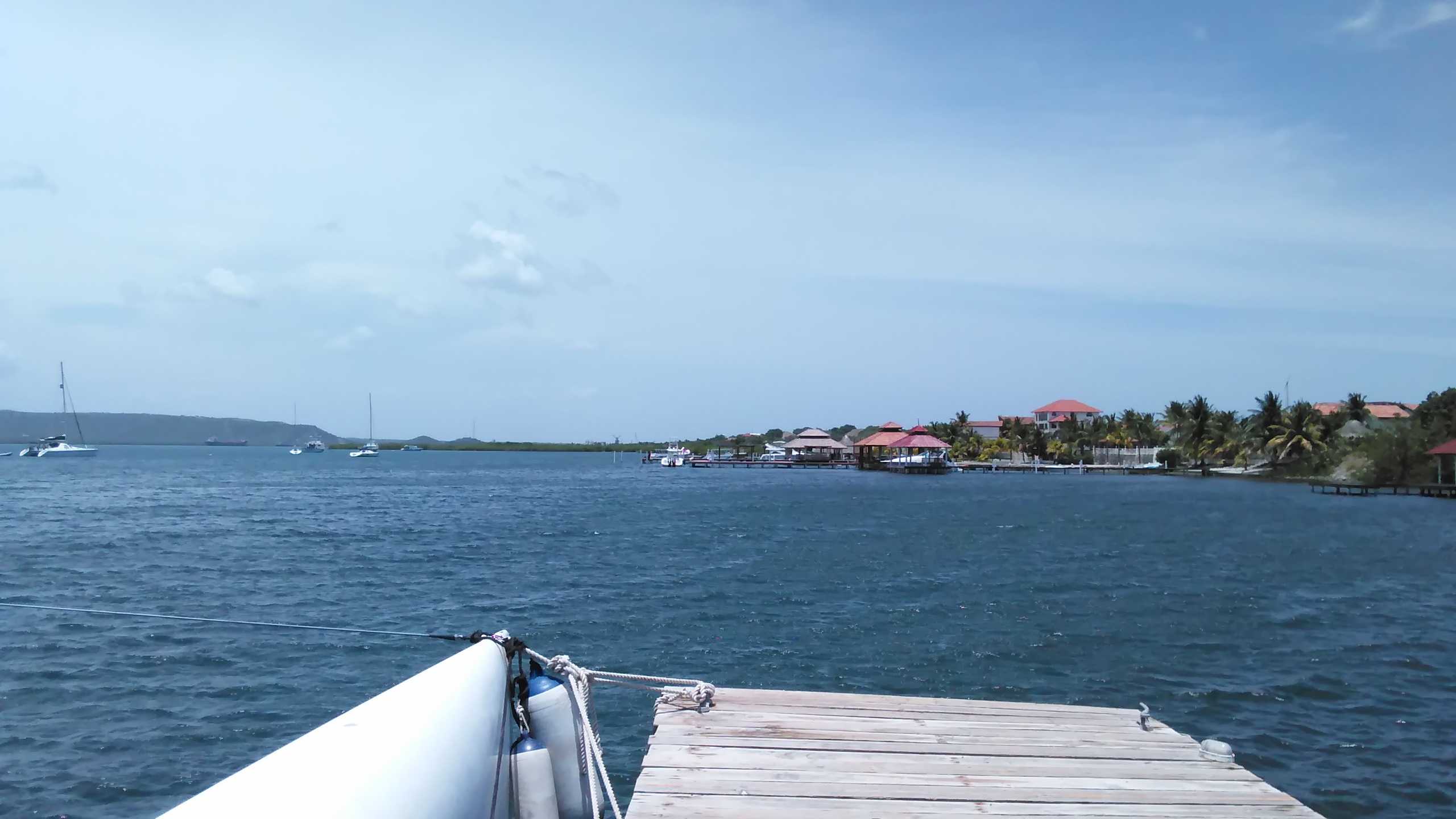
La Bahía desde el muelle
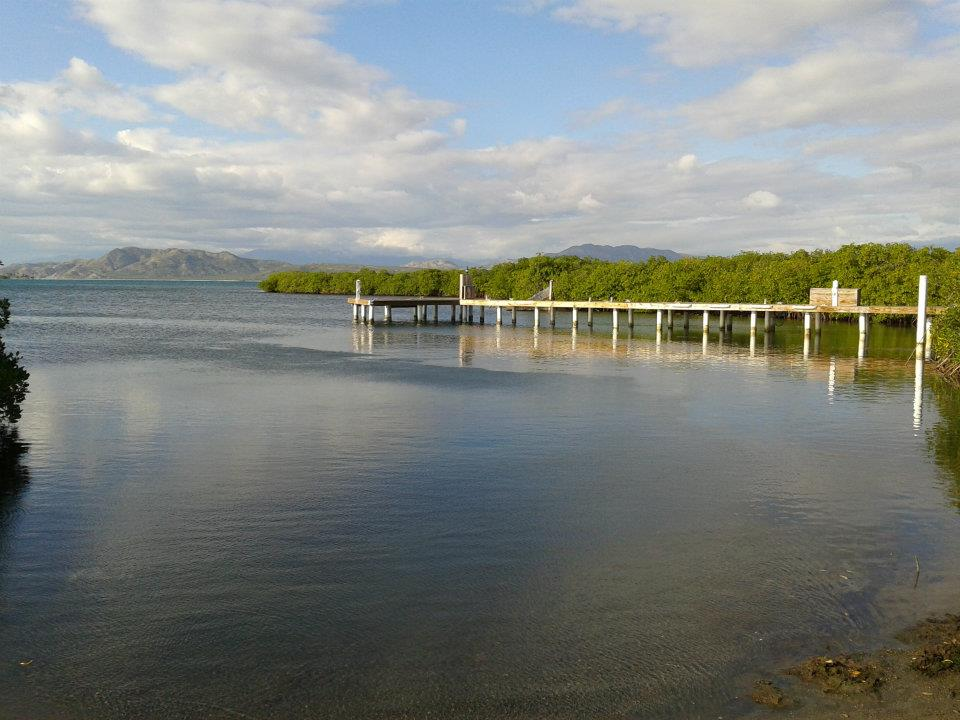
Manglares de la Bahía
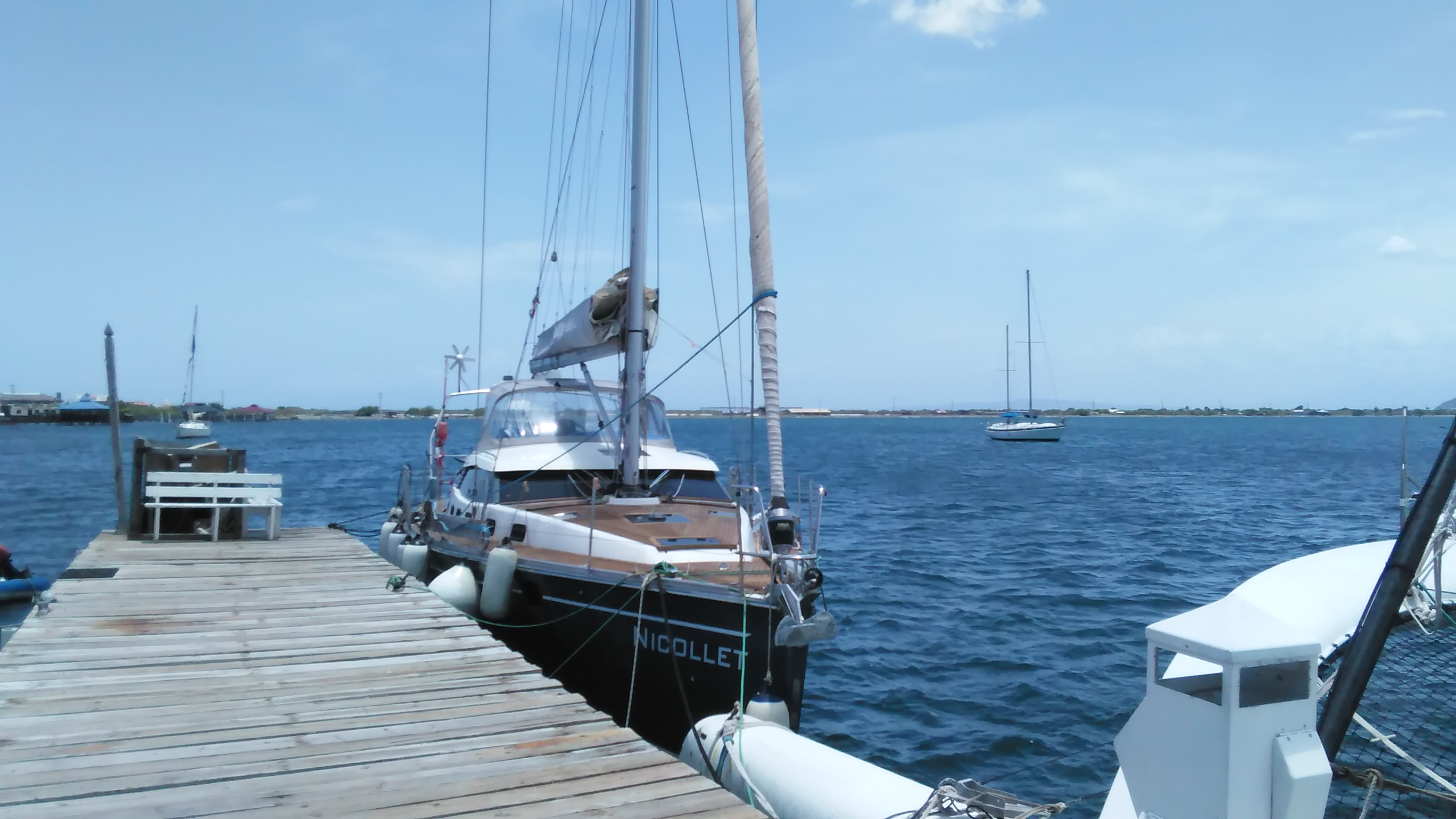
yate en el muelle del hotel Punta Salinas.
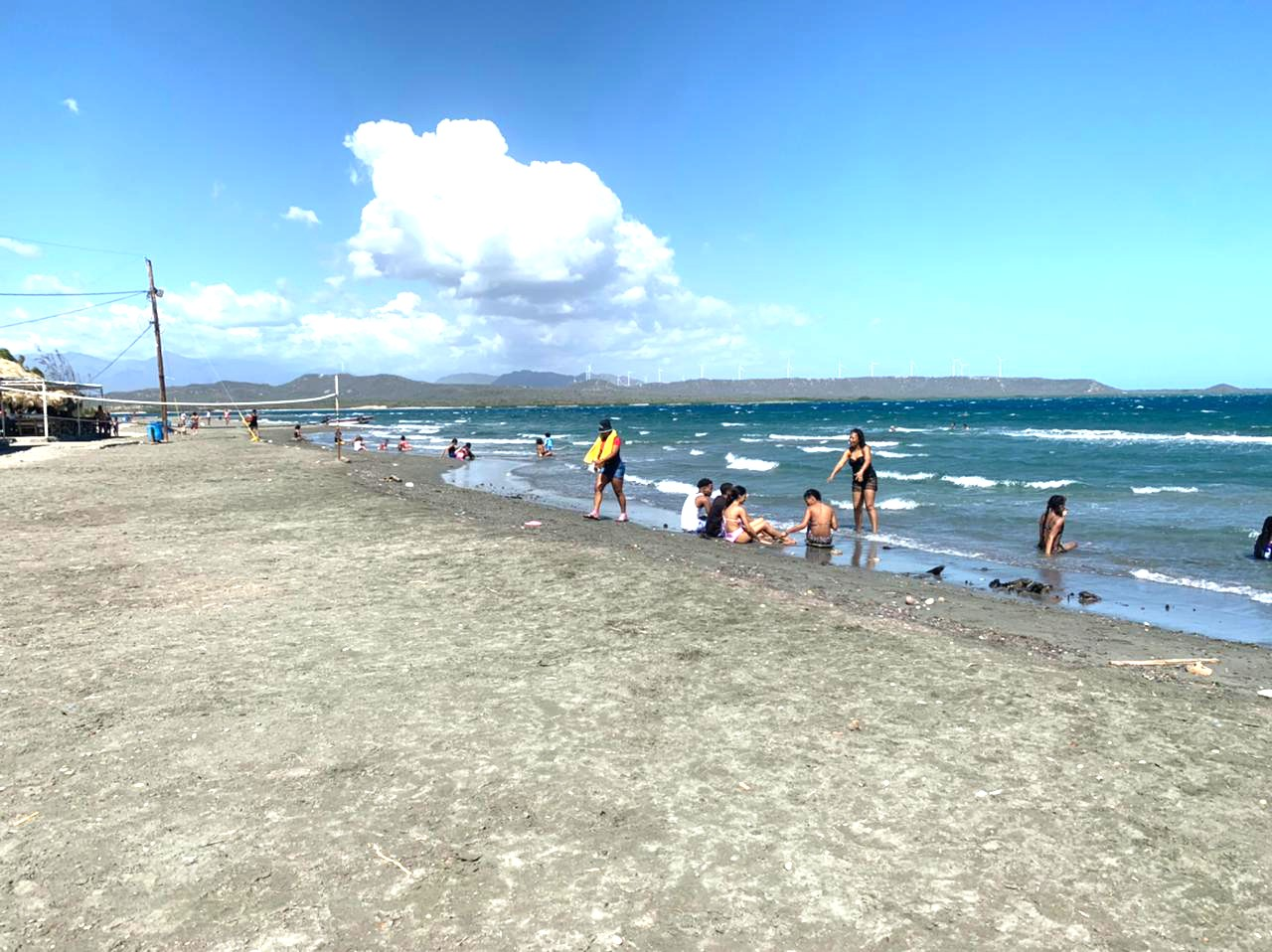
Playa Salinas
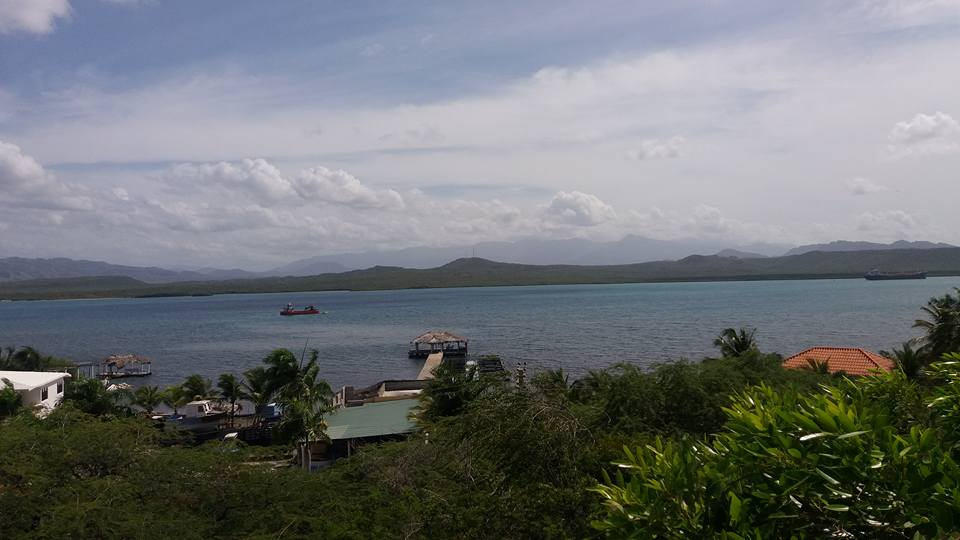
Bahía de las Calderas desde el Mirador de las Dunas
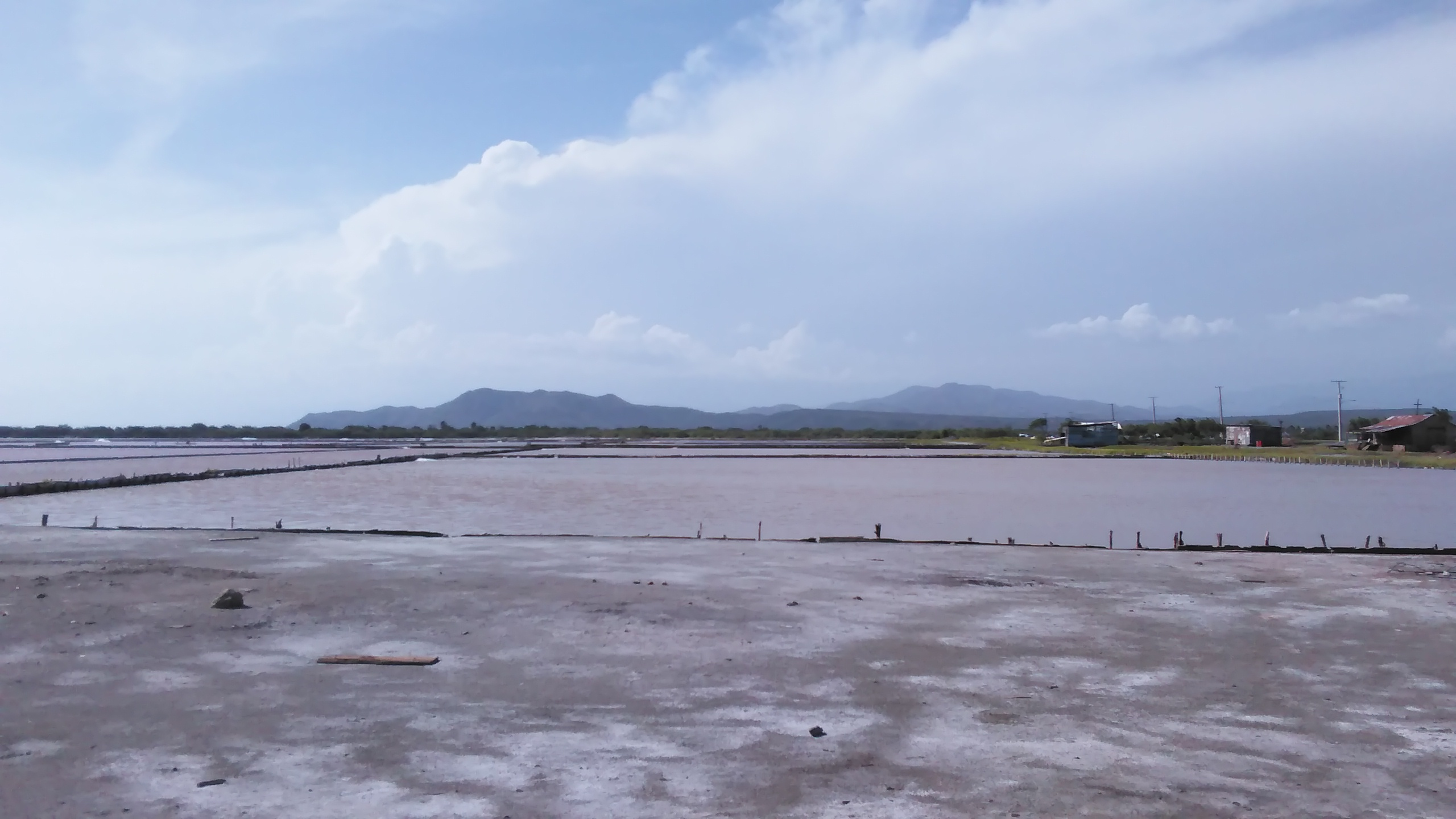
Laguna El Salado del Muerto
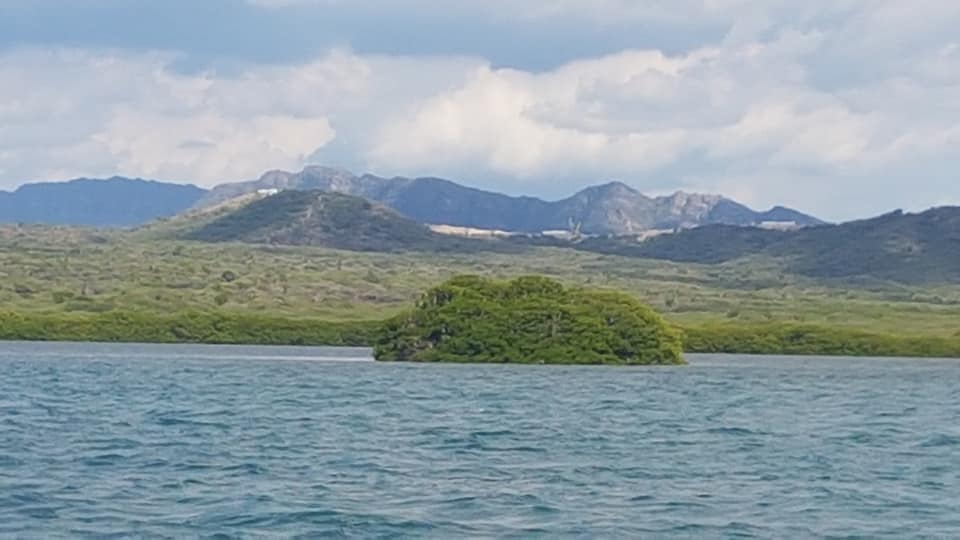
Islote de los Pájaros, formado por manglares
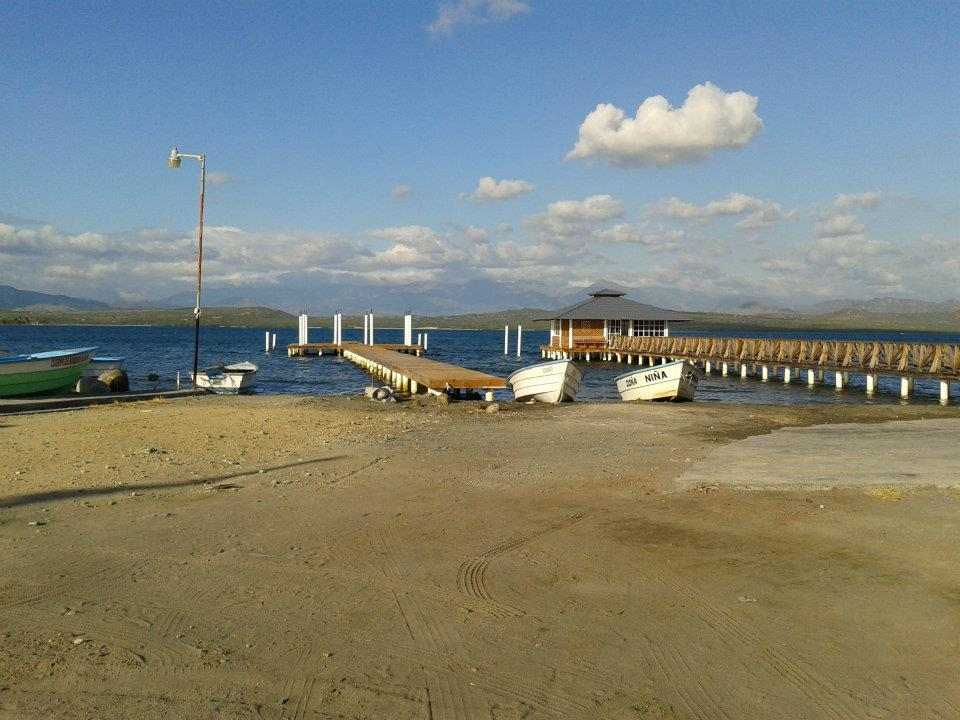
Muelle de la Base Naval de Las Calderas
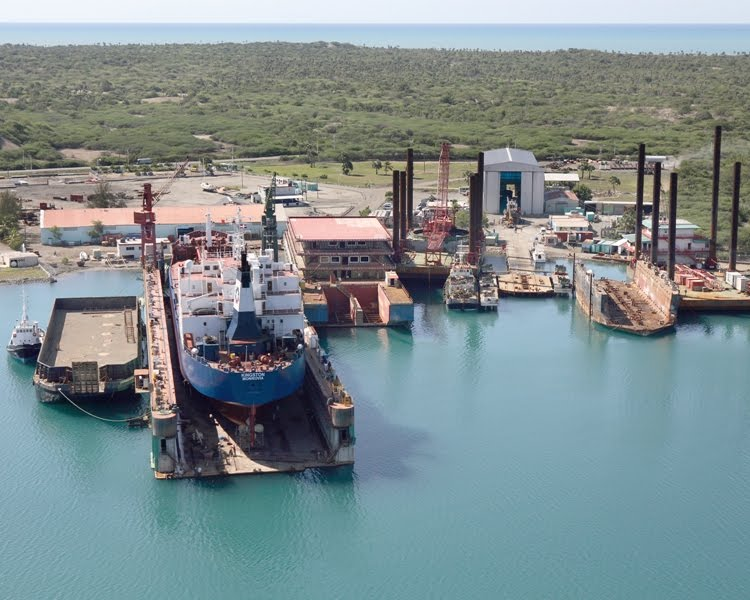
Astilleros Navales
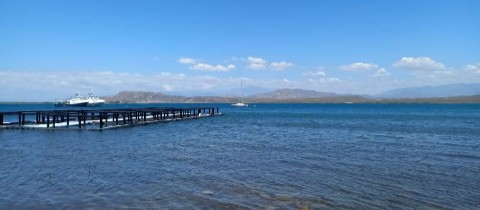
Bahía de Las Calderas y el muelle
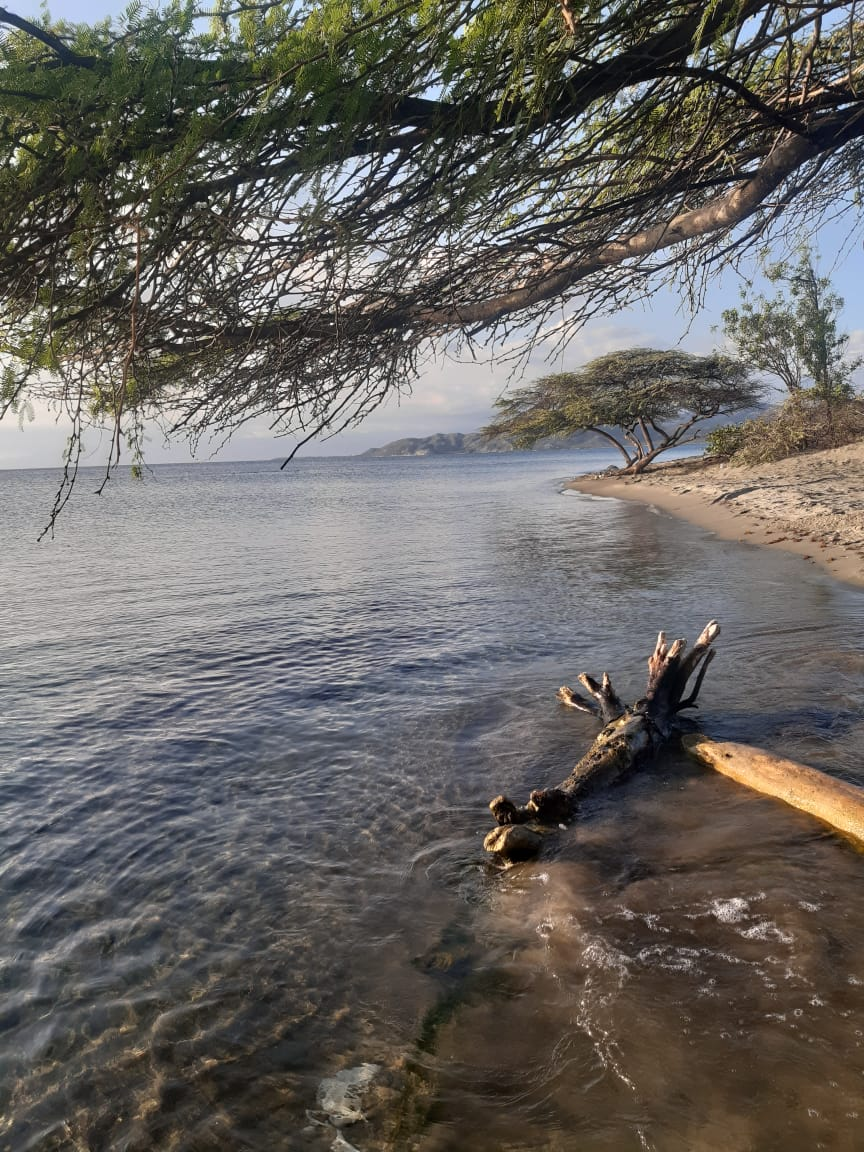
Playa El Derrumbao